# ويليام فوكس (منتج)
ويليام فوكس (بالإنجليزية: William Fox)‏ (1 يناير، 1879 - 8 مايو 1952) كان رائدًا أمريكيًا استثنائيًا في صناعة الأفلام، وأسس مؤسسة أفلام فوكس في 1915 و سلسلة مسارح فوكس في عقد 1920. بالرغم من بيعه لجميع فوائده من هذه الشركات لتسوية إفلاسه في 1936، إلّا أن اسمه لا زال يعيش في عدّة مشاريع إعلامية يملكها روبرت مردوخ، أكثرها شهرةً شبكة فوكس التلفزيونية، وقناة فوكس نيوز، تونتيث سينتشوري فوكس.

## النشأة
ولد فوكس في تولسكفا ‏، المجر وكان اسم ولادته وليهيلم فتشز. والداه مايكل فتشز وهانا فريد، كانا جميعًا يهودًا ألمانًا.

## وصلات خارجية
- ويليام فوكس على موقع IMDb (الإنجليزية)
- ويليام فوكس على موقع الموسوعة البريطانية (الإنجليزية)
- ويليام فوكس على موقع ألو سيني (الفرنسية)
- ويليام فوكس على موقع أول موفي (الإنجليزية)
- ويليام فوكس على موقع قاعدة بيانات الأفلام السويدية (السويدية)
- ويليام فوكس على موقع إن إن دي بي (الإنجليزية)
- ويليام فوكس على موقع قاعدة بيانات الفيلم (الإنجليزية)
- ويليام فوكس على موقع كينوبويسك (الروسية)
- مقالة تاريخية عن ويليام فوكس